# コーリー・チャイコフスキー反応
コーリー・チャイコフスキー反応（コーリー・チャイコフスキーはんのう、英: Corey–Chaykovsky reaction）は、カルボニル化合物（アルデヒドまたはケトン）と硫黄イリドとの反応によってオキシラン環（エポキシド）を合成する反応である。1962年にイライアス・コーリーとミハイル・チャイコフスキーによって報告されたためこの名で呼ばれる。

## 反応
スルホニウムイオン（R3S+・X-）またはスルホキソニウムイオン（R3S+＝O・X-）に対して強塩基（水素化ナトリウム/DMSOなど）を作用させると、硫黄原子に隣接する炭素原子上の水素原子が引き抜かれ、イリドが生成する。このイリドをカルボニル化合物に作用させると、まず炭素の陰イオンがカルボニル炭素を攻撃し、次いでスルフィドが脱離する形でオキシラン環が形成される。
ウィッティヒ反応はリンのイリドとカルボニル化合物との反応であるが、ホスフィンオキシドが脱離してオレフィンが生成する。この点、コーリー・チャイコフスキー反応とよく似た形式の反応であるが、硫黄とリンという鍵原子の性質の違いにより全く違った結果を与える。

## 応用
電子密度の非常に低いオレフィンに対して硫黄イリドを作用させると、シクロプロパンを形成することがある。また硫黄原子上の置換基を工夫することによりイリドにキラリティを持たせ、不斉反応に応用する工夫もなされている。
入手のしやすいカルボニル化合物から、種々の反応を受けやすいエポキシドを直接合成できる反応であるため、天然物合成などにも数多く応用されている。